# Saanland
Saanland (ukrainisch Nadsjanja; polnisch Nadsanie) ist ein ethnographisches Gebiet im Ober- und Mittellauf des Flusses San in der Ukraine. Der Hauptteil des Saanlandes fällt mit der östlichen Hälfte der polnischen Woiwodschaft Karpatenvorland zusammen. Innerhalb der Ukraine liegt ein kleiner Teil des Saanlands im äußersten Westen des Gebiets Lemberg, in den nordwestlichen Teilen der Rajone Sambir, Mostyska und Jaworiw. Als historisches Zentrum gilt die Stadt Przemyśl (ukrainisch: Peremyschyl). Zusammen mit dem Lemkenland bildet das Saanland einen Teil der historischen Region Peremyschlschyna.

## Verwendung des Namens
Myroslaw Iwanyk, einer der Herausgeber des Buches „Bastion und Baturyn. Die UPA und die Untergrundverwaltung der OUN in der Region Jaroslau, Lubaczów und Tomaszów in den Jahren 1944–1947: Dokumente und Materialien“, verweist auf die Tradition der Benennung einzelner Teile des Zakerzonia durch die lokale Bevölkerung sowie in den militärischen Berichten der UPA. Dabei unterscheidet er folgende Begriffe:
- Saanland (Nadsjanja) – die Region 'Peremyschl
- Posaanland (Posjanja) – die Regionen
- Lubaczów und Jaroslau mit den angrenzenden galizischen Gebieten
- Hinter-Saanland (Zasjanja) – der ukrainische Teil Galiziens, der durch den Fluss San von den übrigen Gebieten getrennt ist[1].

## Deportation der lokalen Bevölkerung
In den Jahren 1945–1946 wurde die Mehrheit der Ukrainer aus dem polnischen Saanland in das Gebiet der Ukrainischen SSr zwangsausgesiedelt. Danach zwang die polnische Regierung 1947 im Rahmen der Aktion „Weichsel“ (polnisch: Akcja „Wisła“) den verbleibenden Teil der Ukrainer aus dem Saanland und anderen Gebieten, in den Norden und Nordwesten Polens umzusiedeln. Ukrainische Familien wurden in zerstörte deutsche Gehöfte in den Woiwodschaften Allenstein, Danzig , Köslin und Stettin angesiedelt. Einige Ukrainer konnten in den Jahren 1957–1958 in ihre Heimatgebiete zurückkehren.

## Sprache und Volksbräuche
Hier spricht man den Nadsianska-Dialekt, der zum südwestlichen Dialekt der ukrainischen Sprache gehört. Die Kultur ist typisch galizisch. Einzigartig sind die Volkskünste, Stickereien, Holzarbeiten und der Folklore. Zum Beispiel ist der Brauch erhalten geblieben, an Ostern die Höfe mit einem rituellen Gesang zu besuchen, der dem Kollektieren von Weihnachtsliedern („Kolyadky“) ähnelt – die sogenannten „Ryndzivky“.